# 보잉 EA-18G 그라울러

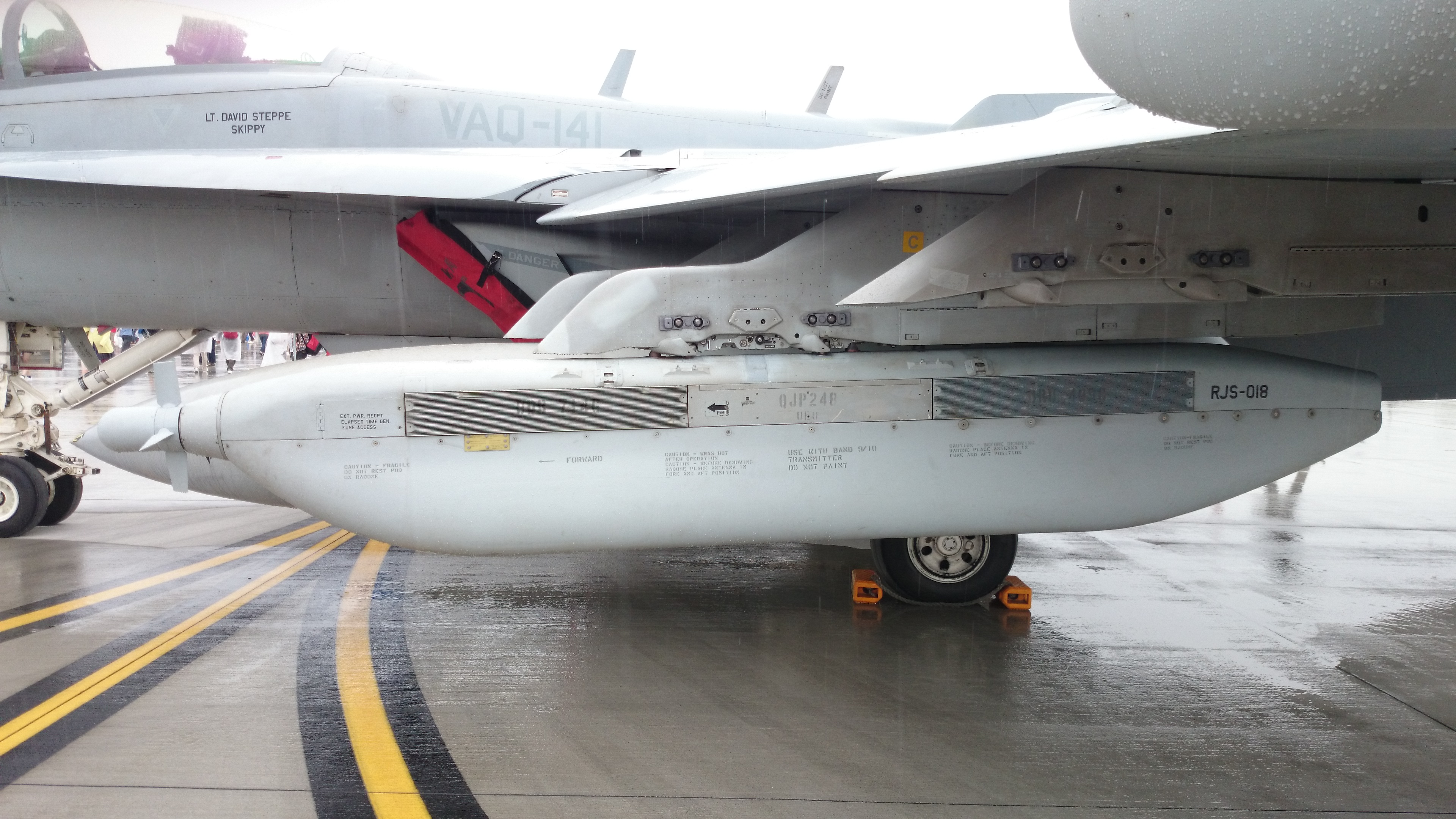
그라울러의 AN/ALQ-99 재밍 포드

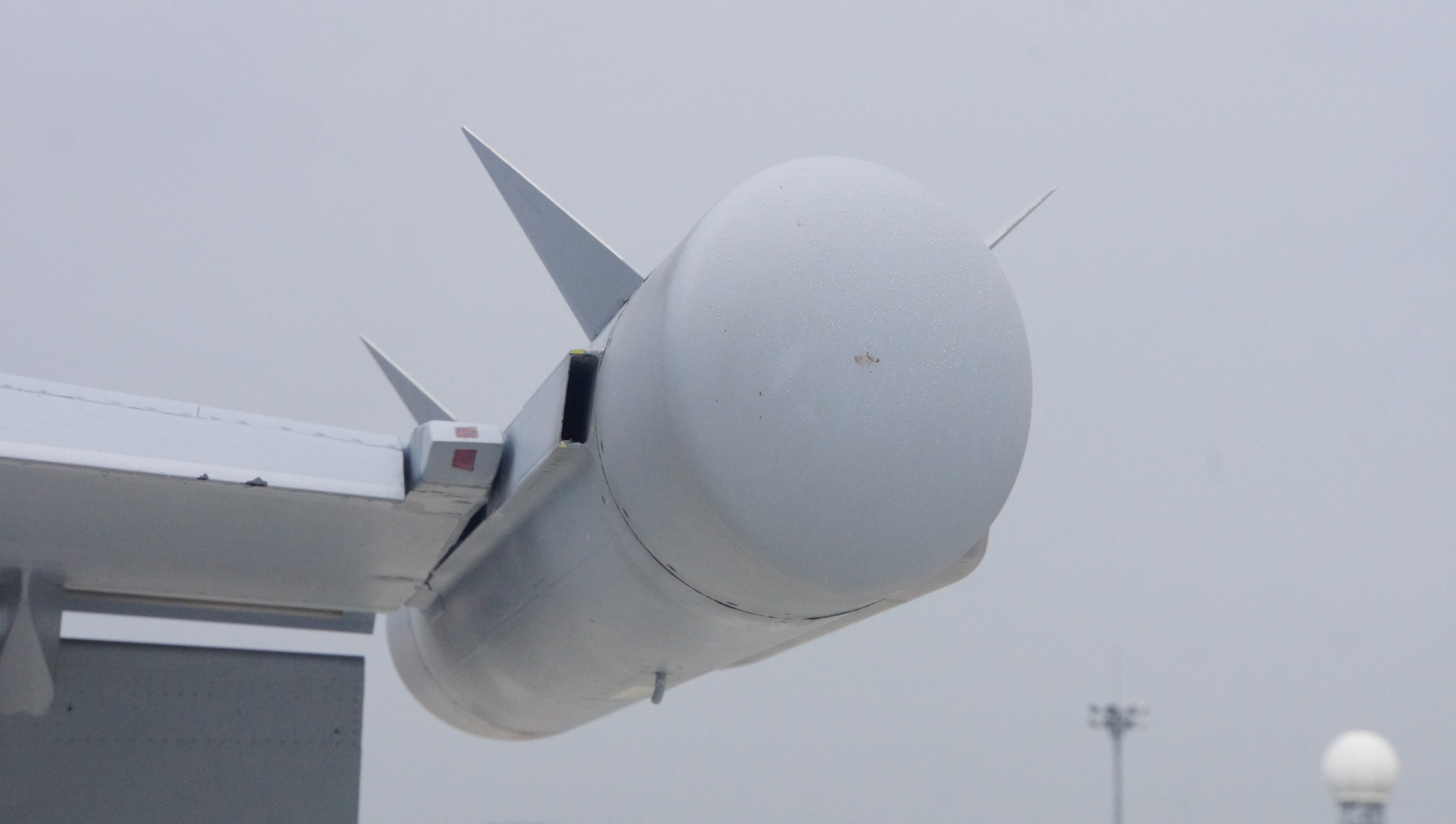
그라울러 날개 끝의 AN/ALQ-218 광대역 수신기는 가장 핵심적인 외양의 특징이다. 재머가 전혀 없이 비행하더라도 ALQ-218만은 그라울러임을 알게 해주는 외양상 특징이다.

보잉 EA-18G 그라울러(Boeing EA-18G Growler)는 F/A-18F 슈퍼 호넷의 전문화 기종으로 미국 해군의 항공모함용 전자전기이다. EA-18G는 미국 해군의 노스럽 그러먼 EA-6B 프라울러의 역할을 대체했다.

## 역사

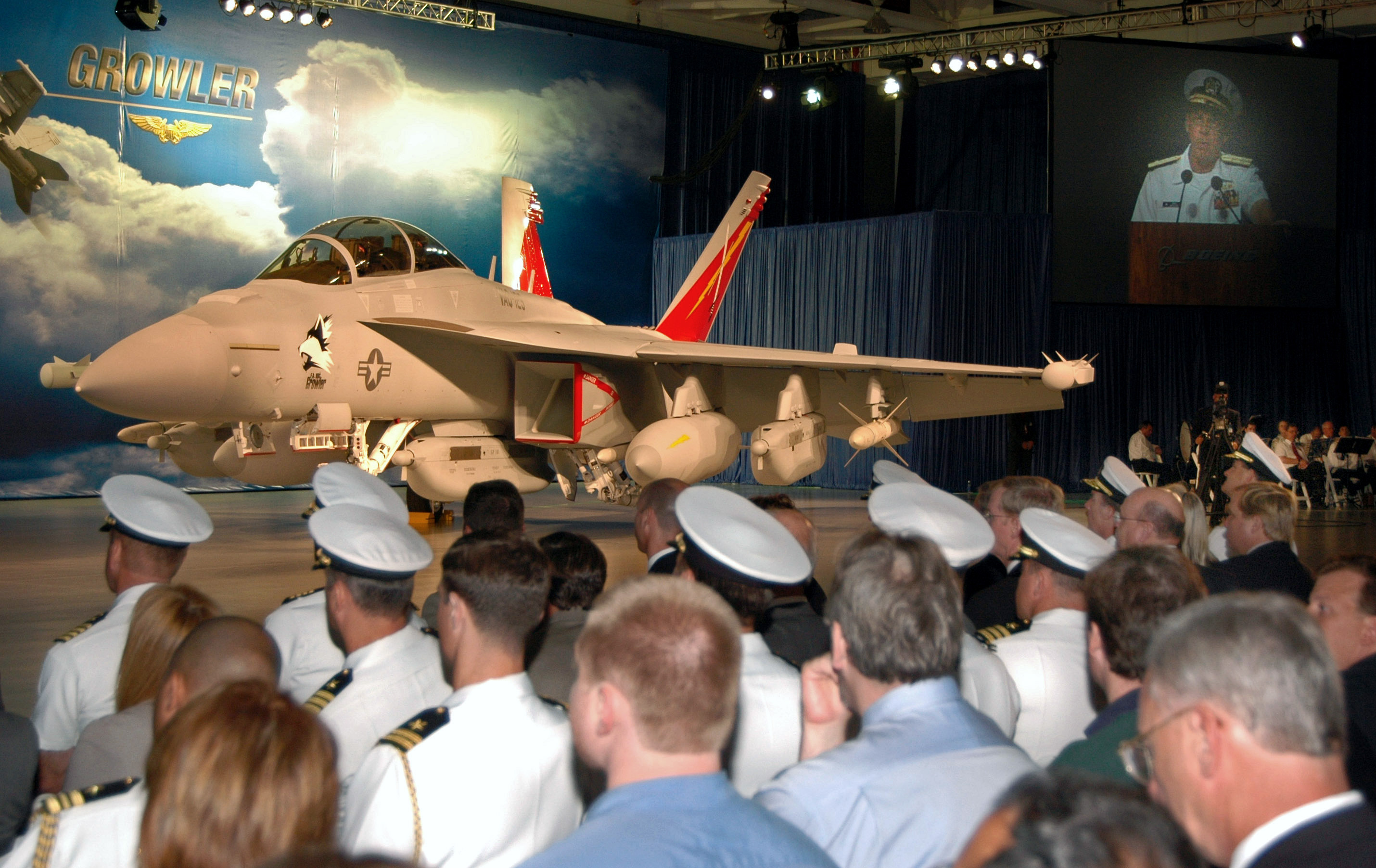
2006년 8월 3일 시제기 1호의 출고식이 열렸다.

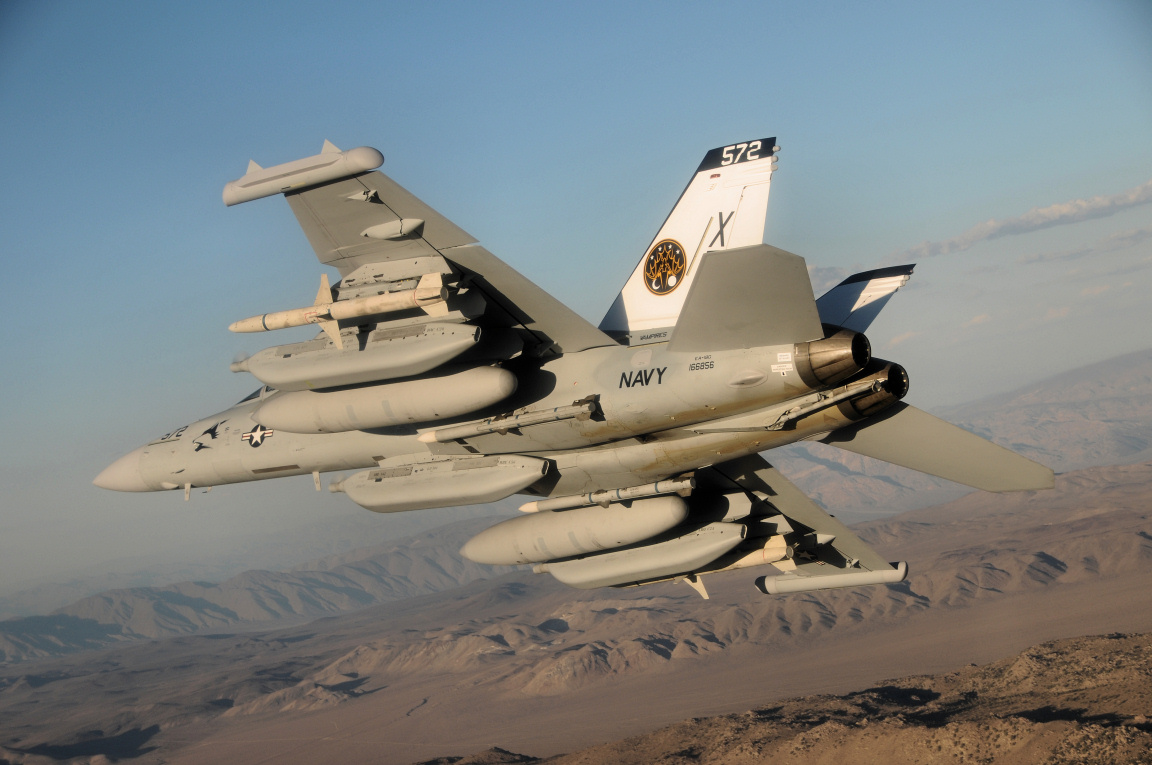
재밍 포드를 3개 장착한 그라울러

노스럽 그러먼 EA-6B 프라울러를 대체하기 위해 개발되었다. 2006년 8월 16일 초도비행을 했으며, 2009년 9월 22일부터 실전배치 되었다.
전자전기는 전쟁 초기 적의 방공망과 지휘통신망을 무력화해 공습에 무방비로 노출되게 한다.
양욱 한국국방안보포럼 수석연구위원은 "6대의 그라울러가 이끄는 공격 편대는 유사시 북한의 강력한 중첩 방공망과 미사일 기지를 연결하는 통신망을 순식간에 파괴할 능력을 갖추고 있다"며 "공대지 타격 편대가 적진 깊숙이 침투하려면 그라울러의 도움이 필수적"이라고 말했다.
2013년 3차 차기전투기사업 당시, 한국군은 F-35A에 비해 저렴한 F-15SE를 선택하고 12대의 그라울러를 도입할 계획이었다. 하지만 미국은 그라울러의 수출승인을 거부했다.
EC-130H 컴패스 콜, 그라울러, F-16CJ를 방공망 제압(SEAD) 임무를 가장 잘 수행하는 전자전 삼총사라고 부른다. 컴패스 콜이 고출력의 방해전파를 발생하는 재밍 포드로 적의 지대공 미사일 레이다를 교란한다. 그라울러의 AN/ALQ-99 재밍 포드도 매우 강력한 전파방해를 한다. 그렇게 적의 지상 대공 레이다를 속인 후에, 150 km까지 레이다에 근접하면 AGM-88 함 대레이다 미사일을 그라울러와 F-16CJ가 발사한다.
그라울러는 항공모함에 탑재하기 때문에, 전자전용 재밍 포드와 대레이다 미사일을 함께 장착한다. 반면에 지상에서는 컴패스 콜이 전자전 공격만 하고, F-16CJ는 대레이다 미사일 공격만 한다. 이스라엘은 네바팀 공군기지의 나숀 비행대대에 3대가 배치된 나숀 샤빗(Nachshon Shavi) 전자전기 중 한 대가 적의 대공 레이다에 전자전 공격을 하면, F-15나 F-16이 적의 레이다 기지를 공습한다. 2007년 시리아 원전을 공습할 때 나숀 샤빗 전자전기를 사용했다. 오차드 작전 참조. 한국이 그라울러 수입을 검토한 적은 있지만, 나숀 샤빗 전자전기 구매를 검토했었다는 보도는 없었다.
2018년 7월 29일, 일본 항공 자위대는 그라울러 도입을 검토중이다. 왜냐하면, F-35에도 강력한 재밍 포드가 있지만, 그라울러의 AN/ALQ-99 재밍 포드는 매우 강력하기 때문으로 알려졌다.
날개 하부에 4개, 동체 하부에 1개로 최대 5개의 AN/ALQ-99 재밍 포드를 장착하고, 여기에 암람 2발 또는 AGM-88 함 2발을 장착하도록 개발되었다. 장거리 임무시에는 재머 3개에 외부연료탱크 2개, 그리고 암람 2발 또는 AGM-88 함 2발을 장착힌다. AIM-9를 장착하는 날개 끝에는 en:AN/ALQ-218 광대역 수신기가 장착되어 있다. 기수에는 AN/APG-79 AESA 레이다를 장착했다. 그라울러는 날개 끝에 저주파와 고주파를 수신하는 광대역 수신기로 적의 전파를 수집, 날개 하부와 동체 하부에 5개나 장착한 재밍 포드로 저주파와 고주파의 방해전파를 송신한다.

## 재머와 스텔스기
2013년 한국 공군은 3차 FX사업에서, 록히드 마틴 F-35 스텔스기가 너무 비싸서, 대신 보잉사의 그라울러 6대와 F-15SE를 구매하려고 하였다.
2017년 도널드 트럼프 대통령은, 미국 해군의 록히드 마틴 F-35 스텔스기 구매를 중단하고, 대신 보잉사의 그라울러와 슈퍼 호넷을 구매하는 것이 훨씬 싸다고 집권 초기에 트위터에서 주장했다.
5세대 스텔스 전투기는 적의 지대공 레이다망에 탐지되지 않는다고 스텔스인데, 기존의 구형 4세대 전투기들도 강력한 재머를 장착한 전자전기가 옆에서 지원하면, 적의 지대공 레이다가 무력화 되기 때문에, 사실상 작전상의 아무런 차이가 없다. 결국은 두 시스템의 도입비용, 운용유지비용의 문제만 남는다.
적의 지대공 레이다망이 무력화 된 경우, 남은 것은 적의 전투기와의 암람급 중거리 공대공 미사일 교전인데, 여기에는 보다 저성능 저출력의 재머를 장착하면 적 전투기의 레이다를 무력화 할 수 있다. 이러한 공대공 교전용 재머는 보통 전투기별로 방어장비로 장착한다. 60년대 월남전에서 유명해진 북한의 주력 미그-21의 경우, 이스라엘 엘타사의 EL/L-8222 재밍 포드를 장착했더니, 최신의 F-16 F-15의 암람을 무력화 하여 1:1 격추율까지 가능해진다고도 보도된다. 인도 공군이 1억 달러에 90기의 EL/L-8222 재밍 포드를 구매했다.
전투기에 장착하는 전파방해장치를 재머, 재밍 포드, ECM 포드, 전자전 포드 등으로 부른다. 전투기 마다 적기의 레이다를 교란하는 작은 재머는 기본으로 장착하며, 그라울러에 장착하는 재머는 적의 지대공 레이다를 무력화하는 장비여서, 매우 고출력 고성능이다.
전투기는 100 km 50 km 장거리 중거리 레이다 유도 미사일, 10 km 단거리 적외선 유도 미사일, 1 km 기관포로 요격할 수 있는데, 장거리 중거리의 레이다 유도 미사일 요격이 불가능해지면, 전투기가 기동하는 곳 근처로 빨리 다가가 적외선 유도 미사일이나 기관포로 격추해야 한다. 그러나, 불시에 고속으로 기동하는 전투기를, 긴급출동해 빨리 쫓아가서 근거리 적외선 유도 미사일로 격추시킨다는 것은, 거의 불가능에 가깝다. 부자 나라인 선진국들도 장거리 지대공 레이다와 지대공 미사일망을 몇 군데에만 구축해 놓았지, 전국을 빽빽하게 적외선 유도 차량을 깔아놓는 나라는 없다. 5세대 스텔스 전투기도 단거리 적외선 유도 미사일과 기관포에는 생존성이 별 차이가 없다.

## 제원
일반 특성
- 승무원: 2명
- 길이: 60 ft 1.25 in (18.31 m)
- 날개폭: 44 ft 8.5 in (13.62 m) (including wingtip-mounted pods)
- 높이: 16 ft (4.88 m)
- 날개면적: 500 ft2 (46.5 m2)
- 공허중량: 33,094 lb (15,011 kg)
- 만재중량: 48,000 lb (21,772 kg) ; recovery weight
- 최대이륙중량: 66,000 lb (29,964 kg)
- 내부연료량: 13,940 lb (6,323 kg)
- 외부연료량: (3 x 480 gal tanks): 9,774 lb (4,420 kg)
- 엔진: 2 × General Electric F414-GE-400 turbofans
  - Dry thrust: 14,000 lbf (62.3 kN) each
  - Thrust with afterburner: 22,000 lbf (97.9 kN) each

성능
- 최고속도: 마하 1.8 (1,190 mph, 1,900 km/h) at 40,000 ft (12,190 m)
- 항속거리: 1,275 nmi (2,346 km) ; clean plus two AIM-9s[67]
- 전투행동반경: 390 nmi (449 mi, 722 km) ; for interdiction mission[68]
- 순항거리: 1,800 nmi (2,070 mi, 3,330 km) ; range without ordnance
- 최대고도: >50,000 ft (15,000 m)

## 같이 보기
- 맥도널 더글러스 F/A-18 호넷
- 보잉 F/A-18E/F 슈퍼 호넷
- 선양 J-16